# 松島町 (熊本県)
松島町（まつしままち）は、かつて熊本県の天草上島東北部にあった町。2004年（平成16年）3月31日、天草郡大矢野町・姫戸町・龍ヶ岳町と合併して上天草市となった。
町名は多島海の景観が日本三景の一つ、宮城県の松島に似ている（天草松島）ということから名付けられた。

## 地理
天草上島の東北部に位置した。

## 歴史
- 1955年（昭和30年）4月1日 - 天草郡阿村・今津村・教良木河内村合併により、松島村発足。
- 1956年（昭和31年）9月1日 - 町制施行し松島町となる。
- 2004年（平成16年）3月31日 - 天草郡大矢野町、姫戸町、龍ヶ岳町と合併して上天草市となる。

## 教育
高等学校
- 熊本県立松島商業高等学校

中学校
- 松島町立阿村中学校（現・上天草市立阿村中学校）
- 松島町立教良木中学校（後の上天草市立教良木中学校）

小学校
- 松島町立阿村小学校（現・上天草市立阿村小学校）
- 松島町立樋合小学校（後の上天草市立樋合小学校）
- 松島町立教良木小学校（現・上天草市立教良木小学校）
- 松島町立今津小学校（現・上天草市立今津小学校）

## 交通

### 道路
有料道路
- 松島有料道路：合津IC - 知十IC
- 松島有明道路：米の山IC

一般国道
- 国道266号
- 国道324号

### バス
- 産交バス
  - 町内松島にバスターミナルを置き町内各路線のほか、宇城市の三角産交（三角駅）方面、熊本市の熊本交通センター（現・熊本桜町バスターミナル）と本渡市（現・天草市本渡）を結ぶ快速あまくさ号が町内を経由する。

## 観光スポット
- 松島温泉
- 田んぼアート